# GP Denain 1967
De 9e editie van de wielerwedstrijd GP Denain werd gehouden op 31 maart 1967. De start en finish vonden plaats in Denain in het Franse Noorderdepartement. Op het podium stonden de Belg Eddy Van Audenaerde, de Fransman Jacques Boudringhin en  zijn landgenoot José Samyn, waarvan de laatste won.

## Uitslag
| GP Denain 1967 (175 km) |                     |                                         |      |
| Plaats                  | Naam                | Ploeg                                   | tijd |
| Winnaar                 | José Samyn          | Pelforth-Sauvage-Lejeune                |      |
| 2                       | Jacques Boudringhin | Pelforth-Sauvage-Lejeune                |      |
| 3                       | Eddy Van Audenaerde | Tibetan-Groene Leeuw-Pull Over Centrale |      |

1959 · 1960 · 1961 · 1962 · 1963 · 1964 · 1965 · 1966 · 1967 · 1968 · 1969 · 1970 · 1971 · 1972 · 1973 · 1974 · 1975 · 1976 · 1977 · 1978 · 1979 · 1980 · 1981 · 1982 · 1983 · 1984 · 1985 · 1986 · 1987 · 1988 · 1989 · 1990 · 1991 · 1992 · 1993 · 1994 · 1995 · 1996 · 1997 · 1998 · 1999 · 2000 · 2001 · 2002 · 2003 · 2004 · 2005 · 2006 · 2007 · 2008 · 2009 · 2010 · 2011 · 2012 · 2013 · 2014 · 2015 · 2016 · 2017 · 2018 · 2019 · 2020 · 2021 · 2022 · 2023 · 2024 · 2025